# Église Saint-Pierre-et-Saint-Paul d'Amareins
Pour les articles homonymes, voir Église Saint-Pierre-et-Saint-Paul.
L'église Saint-Pierre-et-Saint-Paul est une église située dans le bourg d'Amareins, sur la commune de Francheleins, en France.

## Présentation
L'église est située dans le cimetière d'Amareins dans le département français de l'Ain, sur la commune de Francheleins. 
L'église d'Amareins est citée dès le XIe siècle. De type chapelle romane rurale, elle dépendait au XIIe siècle de l'Abbaye de la Chaise-Dieu. Elle était alors appelée "Ecclesia marengiis", nom d'origine burgonde, devenue Marens vers 1250, Amaren en 1350, Amarains vers 1365, puis fin XIVe siècle, l'actuel Amareins.
C'est sous la révolution que l'abbé Pourcel, curé d'Amareins, ne voulant pas se plier aux nouvelles réglementations révolutionnaires et ayant apporté des restrictions dans ses sermons sur les principes de Liberté et d'Egalité, fut déchu de ses fonctions. Il fut remplacé provisoirement par un desservant. Il n'y eut plus jamais de curé à Amareins. C'est sans doute à la Révolution également que les cloches furent fondues. La cloche actuelle pèse 170 kilos. Sa marraine est Eléonore Chamarande qui lui donna ses prénoms.
L'église fut restaurée en 1960 et est aujourd'hui inscrite monument historique depuis le 14 octobre 1969.